# Yaren
Yaren, historicky známý jako Makwa nebo Moqua, je okresem v tichomořském ostrovním státě Nauru. De facto plní funkci hlavního města Nauru a rozkládá se na stejné straně jako volební obvod Yaren.

## Historie
Do roku 1968 plnila funkci hlavního města čtvrť Aiwo, než bylo hlavní město přesunuto do obvodu Yaren. Čtvrť Yaren vznikla v roce 1968 a její původní název Makwa (nebo Moqua) odkazuje na studnu Moqua, podzemní jezero a primární zdroj pitné vody pro obyvatele Nauru.

## Poloha
Yaren se nachází na jihu ostrova na zeměpisné poloze 0°33′ j. š. a 166°55′ v. d. Jeho rozloha je 1,5 km² a počet obyvatel je 747 podle sčítání lidu z roku 2011.

## Vládní a správní budovy
Ve městě se nachází také budova parlamentu, policejní stanice, administrativní budovy a jediné letiště na ostrově – Mezinárodní letiště Nauru.

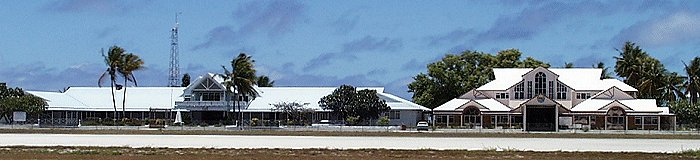
Budovy vlády Nauru (vlevo) a parlamentu (vpravo)

## Oficiální status
Vzhledem k tomu, že ostrov Nauru má rozlohu pouhých 21 km², není Yaren fakticky městem, ale pouze hlavním okresem (main district) ze 14 obvodů na Nauru. Yaren plní úlohu sídla vlády, ale fakticky nemá status města.

## Atrakce a zajímavosti
Největší atrakcí v Yarenu je Moqua Well, což je malé podzemní jezero. Toto jezero je součástí fascinujícího systému jeskyní známého jako Moqua Caves. Moqua Well představuje přírodní krásu a záhadu, která přitahuje návštěvníky a ukazuje bohatství podzemního světa na ostrově Nauru. Procházka těmito jeskyněmi nabízí jedinečný pohled do geologických útrob ostrova a odhaluje překvapivou spojitost s pitnou vodou, která je pro obyvatele Nauru tak důležitá.